# Einkaufswagen

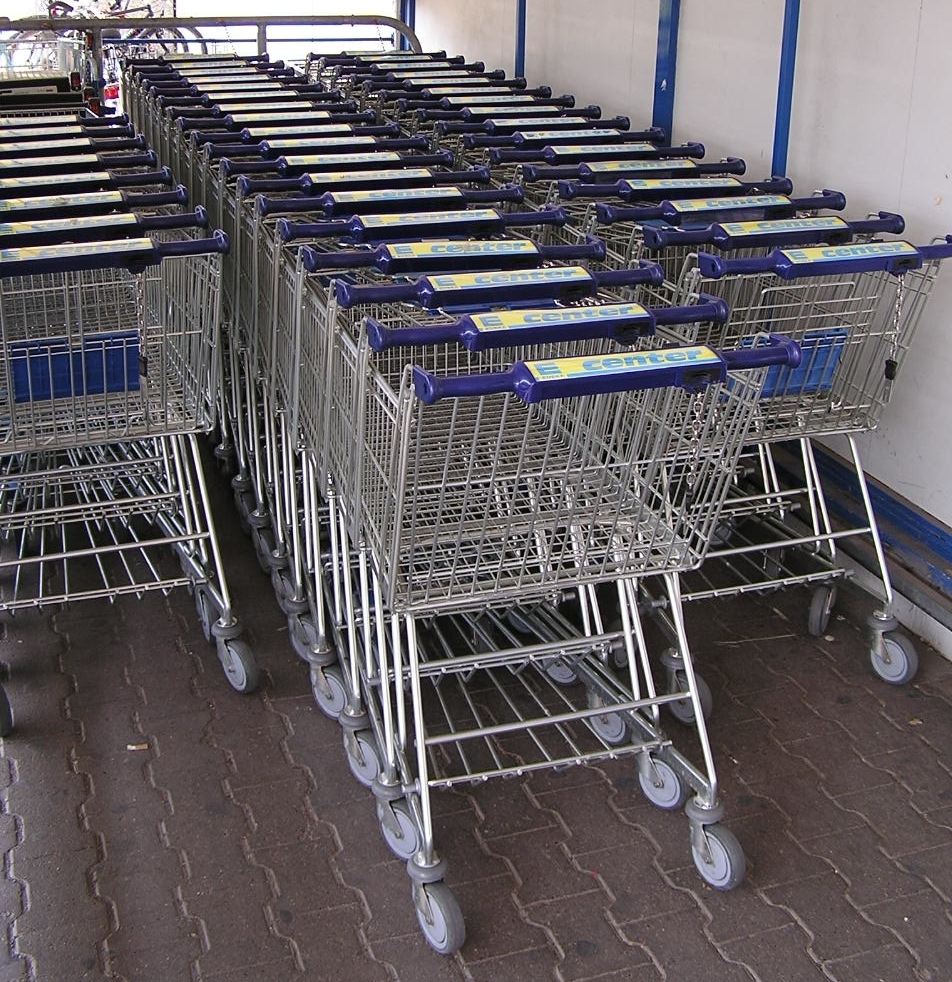
Gestapelte Draht-Einkaufswagen

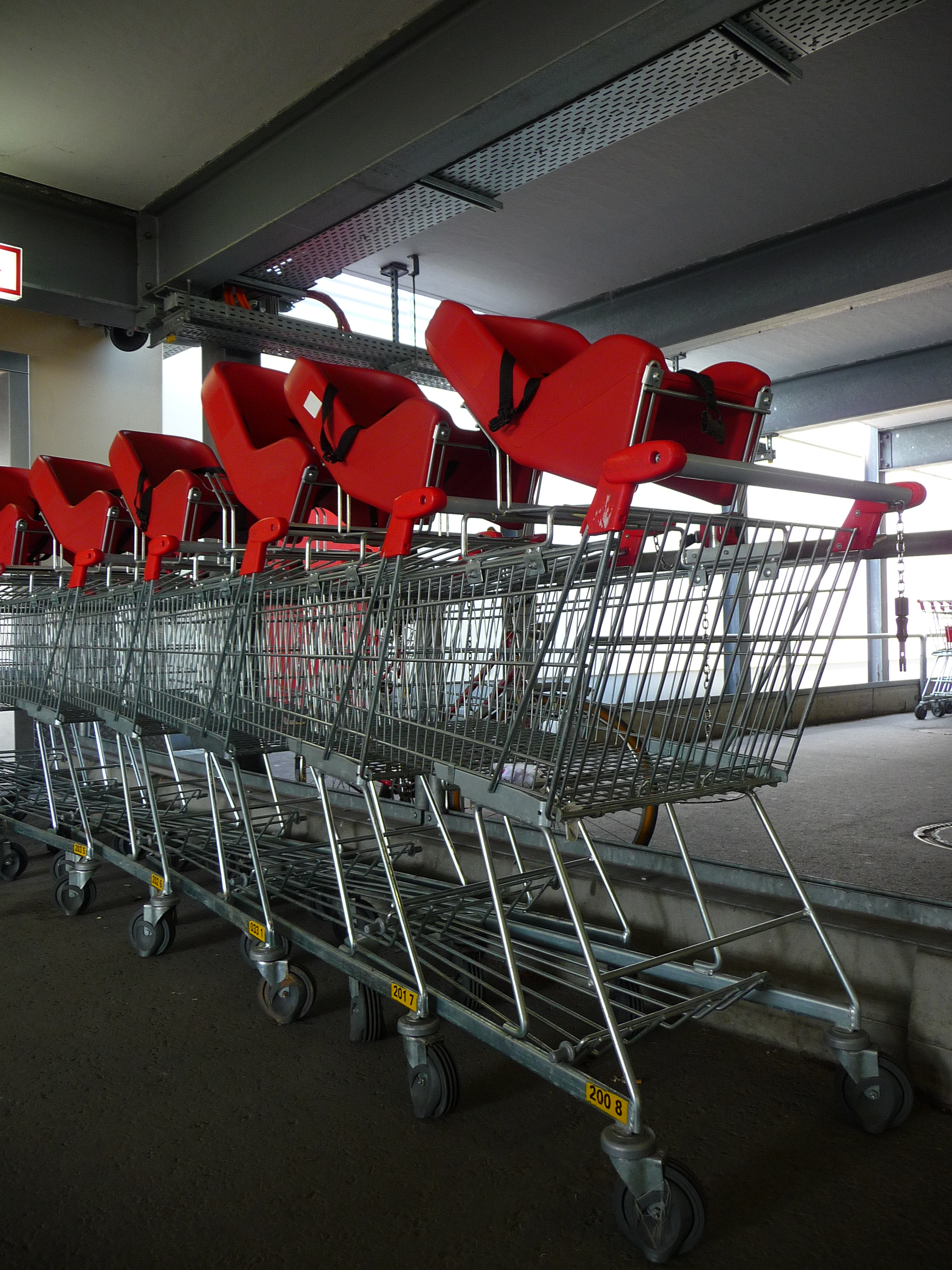
Einkaufswagen mit fest montierten Babyschalen

Ein Einkaufswagen (österreichisch meist: Einkaufswagerl) ist ein meist aus einem Drahtkorb mit vier selbstlenkenden Castor-Rädern bestehender Schubwagen, der zum Transport der Waren des Kunden in Supermärkten genutzt wird. Manchmal ist er mit einem Kleinkindersitz oder einer Babyschale ausgestattet. Der Einkaufswagen wurde entwickelt, um dem Kunden Einsammlung und Transport der Waren im Markt zu erleichtern. Er ist somit als Weiterentwicklung des Einkaufskorbes zu betrachten.

## Geschichte

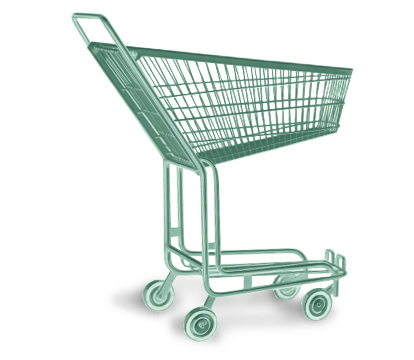
Einkaufswagen-Modell Concentra von Wanzl, 1957

Erstmals wurden Einkaufswagen 1937 in den USA eingesetzt. Sylvan Goldman stellte in seinem Humpty-Dumpty-Supermarkt in Oklahoma City den Kunden einen shopping cart zur Verfügung – nicht zuletzt, um diese zu umfangreicheren Wareneinkäufen anzuregen. 1940 meldete er ihn zum Patent an. 1946 erfand Orla E. Watson (Kansas City) das telescoping shopping cart. Hierunter versteht man Einkaufswagen, die sich platzsparend ineinanderschieben lassen. Mit dem Aufkommen des Selbstbedienungsprinzips gab es 1948 erstmals Einkaufswagen in Deutschland, zunächst vermutlich in Augsburg und Hamburg. Dabei handelte es sich um fahrbare Gestelle, in denen man zwei Körbe übereinander einhängen konnte. Der Unternehmer Rudolf Wanzl prägte in Deutschland die Weiterentwicklung der Wagen. 1950 gab es dann die ersten Modelle mit festem Korb. Ein weiteres Kennzeichen des Einkaufswagens ist der große Nachlauf seiner Räder, der seine Richtung beim Schieben stabilisiert. Zur Verringerung der Diebstahlquoten in Supermärkten kamen ab 1984 Einkaufswagen mit verändertem Untergestell auf den Markt.

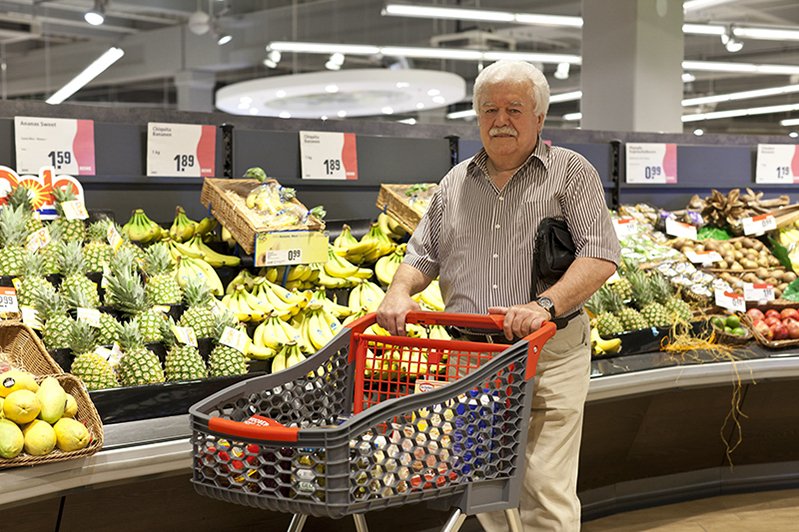
Einkaufswagen mit Kunststoffkorb

Wegen des reduzierten Gewichtes und der dadurch verbesserten Manövrierbarkeit sowie der zunehmenden farblichen CI-Orientierung der Handelsketten verbreiteten sich ab den 2000er-Jahren auch Einkaufswagen mit Kunststoffkorb.
Zunächst ohne Ketten standen die Wagen auf Parkplätzen oder in der Landschaft herum. Hilfskräfte – oft Schüler – sammelten die Wagen dann wieder ein. Später versuchte man durch Einbehalt eines Geldbetrages als Pfand, den Kunden dazu zu bewegen, den Wagen selbst wieder zurückzubringen. Schließlich führte man das Münzsystem im Zusammenspiel mit der Sperrkette ein. Dieses System konnte sich aber in einigen Ländern (z. B. in den USA, Südafrika) nicht durchsetzen. Um zu vermeiden, dass an den Sammelstellen zu viele Einkaufswagen aneinandergekoppelt werden und lange Einkaufswagenschlangen den Autoverkehr auf den Parkplätzen beeinträchtigen, wurden um das Jahr 2010 bei einigen Einkaufsmärkten verschiedenfarbige Wagenreihen eingeführt. Durch verschiedene Formen der Schließzungen lassen sich nur Exemplare derselben Farbe aneinanderkoppeln, was sicherstellt, dass der Käufer seinen Wagen in derselben Reihe wieder ankoppelt, an welcher er ihn vor dem Einkauf abgekoppelt hat.

## Einkaufswagen in Deutschland, Österreich und der Schweiz

### Übliche Anwendung
Üblicherweise geht der Kunde vor dem Einkaufen im Supermarkt zunächst an eine Sammelstelle für Einkaufswagen, an welcher diese ineinandergeschoben und oft mit Sperrketten versehen deponiert sind. Sind die Wagen gesichert, steckt man in den Schlitz, der meist am Griff eines Wagens befestigt ist, eine Münze (Pfand). Damit lässt sich die Sperrkette von dem Wagen lösen. Nun schiebt man ihn in den Supermarkt, um einzukaufen. Man legt die gewünschten Waren in den Wagen: Kleinteile in den oberen Korb, größere oder schwerere Teile wie Getränkekisten oder Blumenerde in das untere Fach.
An der Kasse angekommen wird die komplette Ware auf das Warentransportband gelegt. Zur Beschleunigung des Kassiervorganges oder zur Entlastung des Kunden gibt es in einigen Supermärkten die Möglichkeit, nur einen Artikel einer größeren Menge desselben Artikel auf das Warentransportband zu legen. Dann wird nur dieser eingescannt, und vom Personal auf die gesamte Menge umgebucht. In Baumärkten ist es außerdem üblich, dass das Kassierpersonal schwere oder warentransportbandverschmutzende Ware, mit einem Handscanner scannt, um einen reibungslosen Kassiervorgang zu gewährleisten. Außerdem wird damit eine Verschmutzung des Warentransportbandes vorgebeugt. Wenn die Ware von dem Kassenpersonal verbucht wurde, wird diese hinter der Kasse wieder in den Wagen gelegt und bezahlt. Mit der zunehmenden Verbreitung von RFID-Etiketten wird es möglich sein, einen mit Waren gefüllten Einkaufswagen zeitsparend durch einen Scantunnel zu schieben.
Danach entlädt man den Wagen – sei es beim Auto auf dem Parkplatz oder, als Fußgänger, bei der Sammelstelle – und schiebt den Wagen an der Sammelstelle wieder in die dort parkende Wagenschlange. Wenn man nun die Kette des letzten Wagens aus der Wagenschlange in den Schlitz steckt, der an dem Münzbehälter des eigenen Wagens angebracht ist, kann man die anfangs eingelegte Pfandmünze wieder entnehmen. Ist an der Sammelstelle kein Wagen vorhanden, so besteht die Möglichkeit, an der ersten Stelle den Wagen abzustellen. An der Begrenzung der Sammelstelle ist ebenfalls eine Kette angebracht, mit welcher man seine Münze zurückerhalten kann.
Die übliche Beladungsgrenze bei gewöhnlichen vierrädrigen Einkaufswagen beträgt ungefähr 220 kg. Die Stiftung Warentest hat 2012 die Belastbarkeit und Zuladungsgrenzen von Einkaufswagen getestet und kam auf deutlich höhere Werte von bis zu einer Tonne, bevor die Metallstäbe sich verformten. Eine derart hohe Zuladung wird trotzdem nicht empfohlen, da sich der Wagen sonst nicht mehr lenken lässt.

### Pfandmünzen

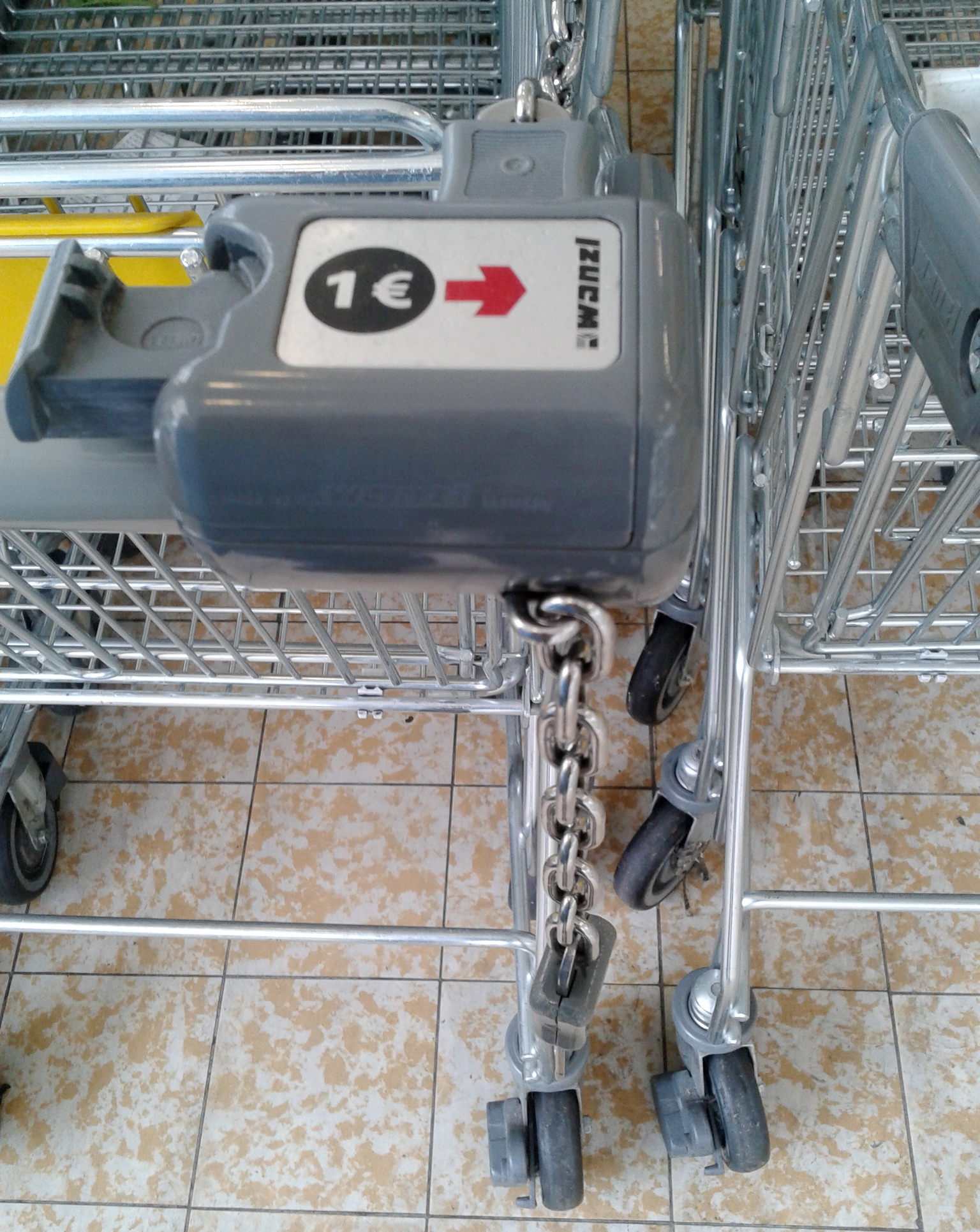
Pfandschloss an einem Einkaufswagen

Eine Pfandmünze wird in ein am Einkaufswagen angebrachtes Pfandschloss geschoben, wodurch die Sperrkette gelöst wird. Bei modernen Pfandschlössern können Münzen unterschiedlicher Größe (von der 50-Cent- bis zur 2-Euro-Münze bzw. ein Ein- sowie ein Zweifrankenstück) verwendet werden. Der Benutzer hat so meist eine passende Münze bei sich und kann sich so problemlos einen Einkaufswagen ausleihen.
Mitarbeiter von Supermärkten, welche für die Verteilung der Wagen zuständig sind (beispielsweise in Einkaufsmärkten mit mehreren Eingängen), verwenden einen speziellen Einkaufswagenlöser, mit dem man das Pfandschloss aufsperren und den man dann gleich wieder aus dem Schlitz des Pfandschlosses herausziehen kann.
Spezielle Chips (auch Einkaufschips oder Einkaufswagenchips genannt), mit denen man das Pfandschloss ebenfalls aufsperren kann, sind beliebte Werbegeschenke.
In Deutschland sind diese Chips dünner als die offiziellen Münzen, denn nach der dortigen Medaillenverordnung ist es ein Verstoß, Chips mit gleichem Durchmesser und gleicher Dicke wie Münzen herzustellen und zu vertreiben. So entschied das Oberlandesgericht Nürnberg in einem Urteil vom 20. März 2001 (Aktenzeichen 3 U 3914/00):
Herstellung und Verbreitung von Einkaufswagen-Chips in der Größe und Stärke eines 1-DM-Stücks verstoßen bei bewusstem und planmäßigem Vorgehen gegen § 3 MedVO, § 1 UWG.
In Verbindung mit Pfandmünzen kam es auch zur Briefbogenaffäre.

### Diebstahl und Diebstahlsicherungssysteme

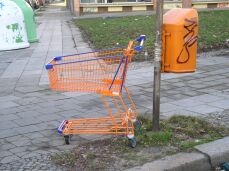
Entwendeter Einkaufswagen

Einer Schätzung des Hauptverbandes des deutschen Einzelhandels (HDE) nach werden pro Jahr deutschlandweit etwa 100.000 Einkaufswagen entwendet. Jeder 20. Einkaufswagen wird innerhalb eines Jahres gestohlen. Bei Preisen von 80 bis 130 Euro pro Stück ist der Schaden für die Handelsketten erheblich.
In Wien werden mehr Einkaufswagen entwendet als in vergleichbar großen deutschen Städten. Die Müllabfuhr (MA48) sammelt die herrenlosen Wagerln ein, um Sauberkeit und Sicherheit zu fördern, und lagert diese in einer Halle. Einkaufsmärkte holen sich etwa wöchentlich ihre Wagen gegen 5,50 € Gebühr je Stück ab, verbleibende werden verschrottet. Auf den Einsatz von Waste Watchern zurückgeführt wird, dass in Wien – nach 30.150 entführten Wagerln im Jahr 2006 – 2016 nur mehr 18.900 Wagerln aufgefunden wurden. Wer beim Zweckentfremden erwischt wird, riskiert 50 € Strafe oder mehr. Laut einer Sprecherin der MA 48, häuft sich das Mitnehmen in all jenen Gebieten, in denen viele Leute auf engem Raum wohnen und überwiegend zu Fuß eingekauft wird.
Neuerdings gibt es Diebstahlsicherungssysteme, die den Einkaufswagen beim Verlassen des gesicherten Geländes blockieren lassen. Ein Weiterschieben ist nicht mehr oder nur erschwert möglich. Die möglichen Auslösestellen an den Ein- und Ausfahrten werden häufig mit einer roten Linie und Hinweisschildern markiert. In der Regel sind dazu zwei diagonal gegenüberliegende Räder mit Bremsvorrichtungen ausgerüstet. Es gibt unterschiedliche Auslösemechanismen:
- Bei der rein mechanischen Auslösung[8] wird die Bremse von einer vorgespannten Feder gegen das Rad gedrückt, aber von einer Sperrklinke in gelöster Stellung gehalten. Im Boden eingelassene Magnete an den Ausgängen ziehen die Sperrklinke in Richtung Boden und lösen so die Blockierung aus. Die Blockierung kann vom Personal mit einem Schlüssel wieder zurückgestellt werden, wobei zugleich die Feder wieder vorgespannt wird. Aufgrund der geringen Reichweite der magnetischen Felder löst dieses System nicht aus, wenn der Wagen über die Magnete gehoben wird.
- Bei Systemen mit elektrischer Betätigung[9] ist in der Radbremse ein Funkempfänger integriert. Dessen Batterie hält mehrere Jahre und wird bei der Wartung der Einkaufswagen gewechselt. Um das zu sichernde Areal wird ein Antennenkabel unterirdisch verlegt und an eine Sendezentrale angeschlossen. Beim Überfahren löst das Antennensignal die Blockierung des Einkaufswagens aus. Beim Versuch, den Wagen über die Linie zu heben, wird die Blockierung ebenfalls aktiv. Eine auf der Innenseite der roten Linie liegende Deblockierschleife löst die Bremse automatisch, wenn der Wagen zurückgebracht wird.
- Bei zusätzlich mit einem Mikroprozessor ausgestatteten Systemen[10] kann auch Warendiebstahl verhindert werden. Hier wird das Bremssystem am Eingang des Supermarktes über eine Funkschleife scharf geschaltet. Über eine weitere Funkverbindung registriert der Einkaufswagen an der Kasse, dass die Ware bezahlt wird. Nur ohne diese Registrierung blockiert die Bremse beim Überfahren der Funkschleife am Ausgang. Dabei wird zugleich ein Alarm ausgelöst. Das Supermarktpersonal kann die Bremse über eine Funkfernbedienung lösen.

Bei einem Test mit funkgesteuerten Blockiersystemen in einem Supermarkt in Köln reduzierten sich die Einkaufswagendiebstähle von vorher 20–30 pro Monat auf einen einzigen im selben Zeitraum.

### Haftpflicht und Versicherungsrecht
Wenn ein Auto mit einem Einkaufswagen zusammenstößt, haftet der Besitzer des Ladens, zu dem der Wagen gehört. Das gilt auch dann, wenn der Einkaufswagen vom Wind angetrieben ein Auto beschädigt. Der Ladenbesitzer muss dafür sorgen, dass Einkaufswagen ordnungsgemäß gesichert abgestellt werden.
Angenommen, ein Kunde entlädt auf dem Parkplatz den Einkaufswagen und lädt die Waren in sein Auto ein. Wenn nun der Einkaufswagen dabei wegrollt und dabei ein anderes Auto beschädigt, kommt die Kfz-Haftpflichtversicherung des Kunden für den Schaden auf. Entfernt sich der Kunde, ohne auf den Geschädigten zu warten, gilt das als Unfallflucht.
Beschädigt ein Kunde mit dem Einkaufswagen ein anderes Auto, während er ihn zu seinem Auto schiebt, kommt seine private Haftpflichtversicherung für den Schaden auf. Es ist kein Fall für die Kfz-Haftpflichtversicherung, weil der Schaden nicht im Zusammenhang mit dem Gebrauch eines Autos entsteht. Erst zu dem Zeitpunkt, an dem das Auto des Kunden geöffnet ist, kommt die Kfz-Haftpflichtversicherung ins Spiel.
Allerdings kann es in anderen Ländern als Deutschland durchaus andere Urteile und Gepflogenheiten der Versicherungen geben, da diese immer auf nationalem Recht beruhen.

## Einkaufswagen in anderen Ländern

### Skandinavien

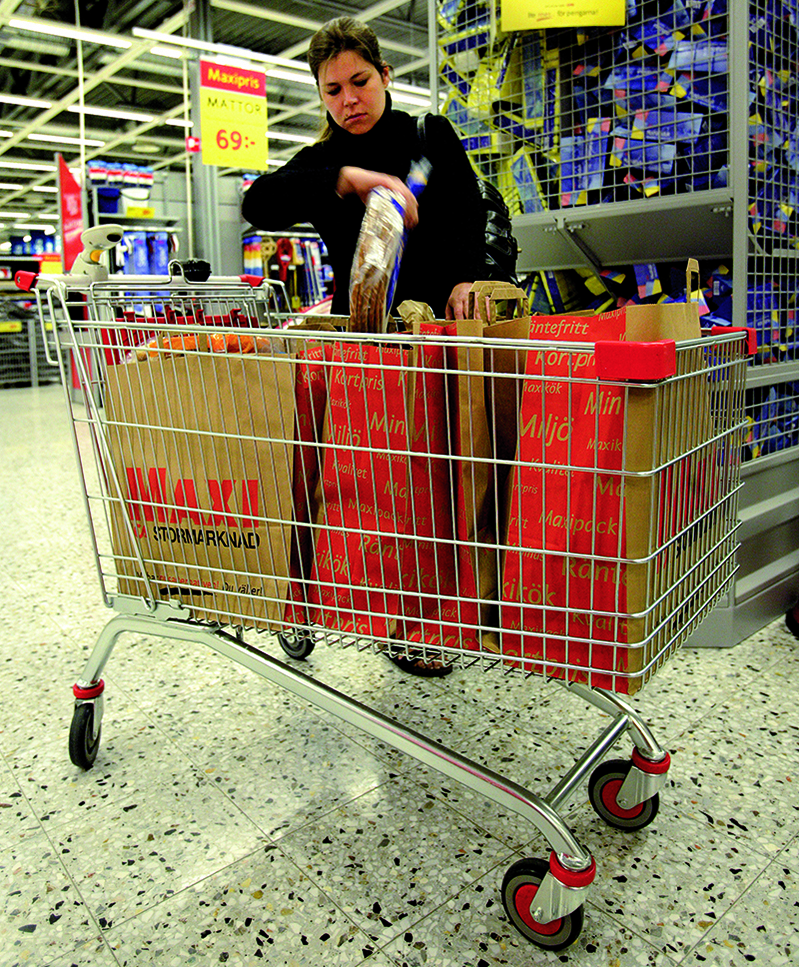
Großer Einkaufswagen mit 315 Litern Korbvolumen im Einsatz in Schweden, Modell Wanzl EL

Die im Einsatz befindlichen Korbgrößen der Einkaufswagen sind in Skandinavien deutlich größer als in Deutschland. Aufgrund der großen Entfernungen wird dort seltener eingekauft, wobei jedoch die Einkaufsmenge deutlich höher ist.

### Vereinigte Staaten

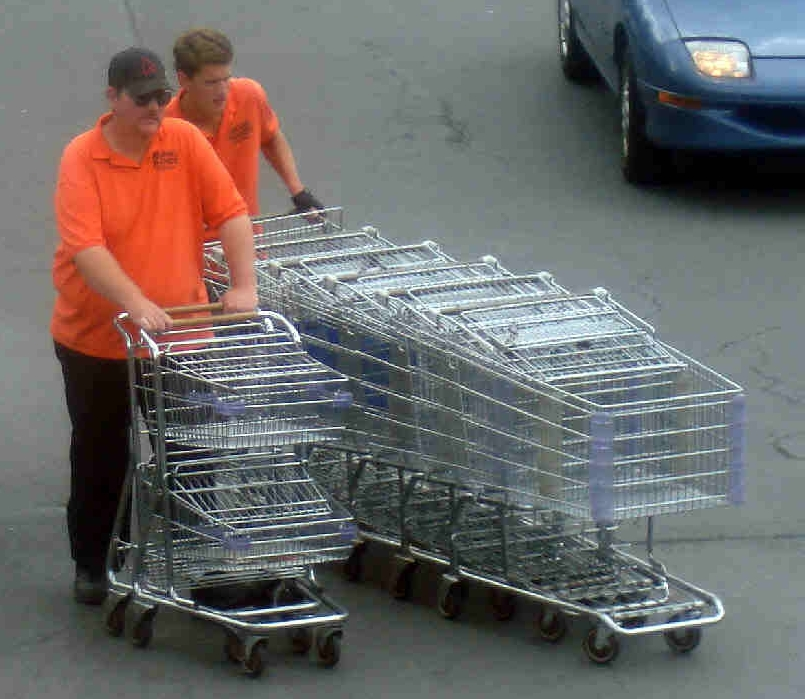
Parkplatzhelfer eines amerikanischen Supermarktes beim Zusammenschieben von Wagen

In den Vereinigten Staaten, wo Supermärkte meist geräumiger sind als in Europa, so dass auch zum Abstellen der Einkaufswagen mehr Raum zur Verfügung steht, ist das Spektrum der angebotenen Sonderformen deutlich umfangreicher als z. B. in Deutschland. Neben Wagen mit Babyschale, Kindereinkaufsautos und Miniatureinkaufswagen sind dort insbesondere Wagen verbreitet, auf denen zwei bis drei Kinder mitfahren können. Üblich sind in allen größeren amerikanischen Supermärkten auch Rollatoren, konventionelle Rollstühle zum Schieben sowie Elektro-Rollstühle mit Einkaufskorb, die auch von Gehbehinderten benutzt werden können. Baumärkte und Billigsupermärkte stellen statt der konventionellen Einkaufswagen mit Metallkörben häufig Wagen mit Plastikkörben zur Verfügung. Auch in Kaufhäusern werden den Kunden oft Einkaufswagen – insbesondere Wagen mit Kindersitz – angeboten.
Die Sicherung von Einkaufswagen durch Pfandschlösser ist in den USA ungebräuchlich. Lediglich die Aldi-Kette verwendet dort diese Sicherungsmethode. Um das Risiko von Schadensfällen zu begrenzen, die durch herrenlose Einkaufswagen auf dem Parkplatz entstehen können, wird für die Handhabung der Einkaufswagen insbesondere in großen Supermärkten weitaus mehr Personal eingesetzt als etwa in Deutschland. Beispielsweise werden in den Niederlassungen der Wal-Mart-Kette die Wagen in den Eingangsbereichen von people greeters (deutsch „Begrüßer“) bereitgestellt. Größere Supermärkte beschäftigen generell spezielle Mitarbeiter, die die benutzten Wagen vom Parkplatz zurück in die Eingangsbereiche bringen; in manchen Supermärkten helfen diese Mitarbeiter den Kunden auch beim Verladen der Waren ins Auto.

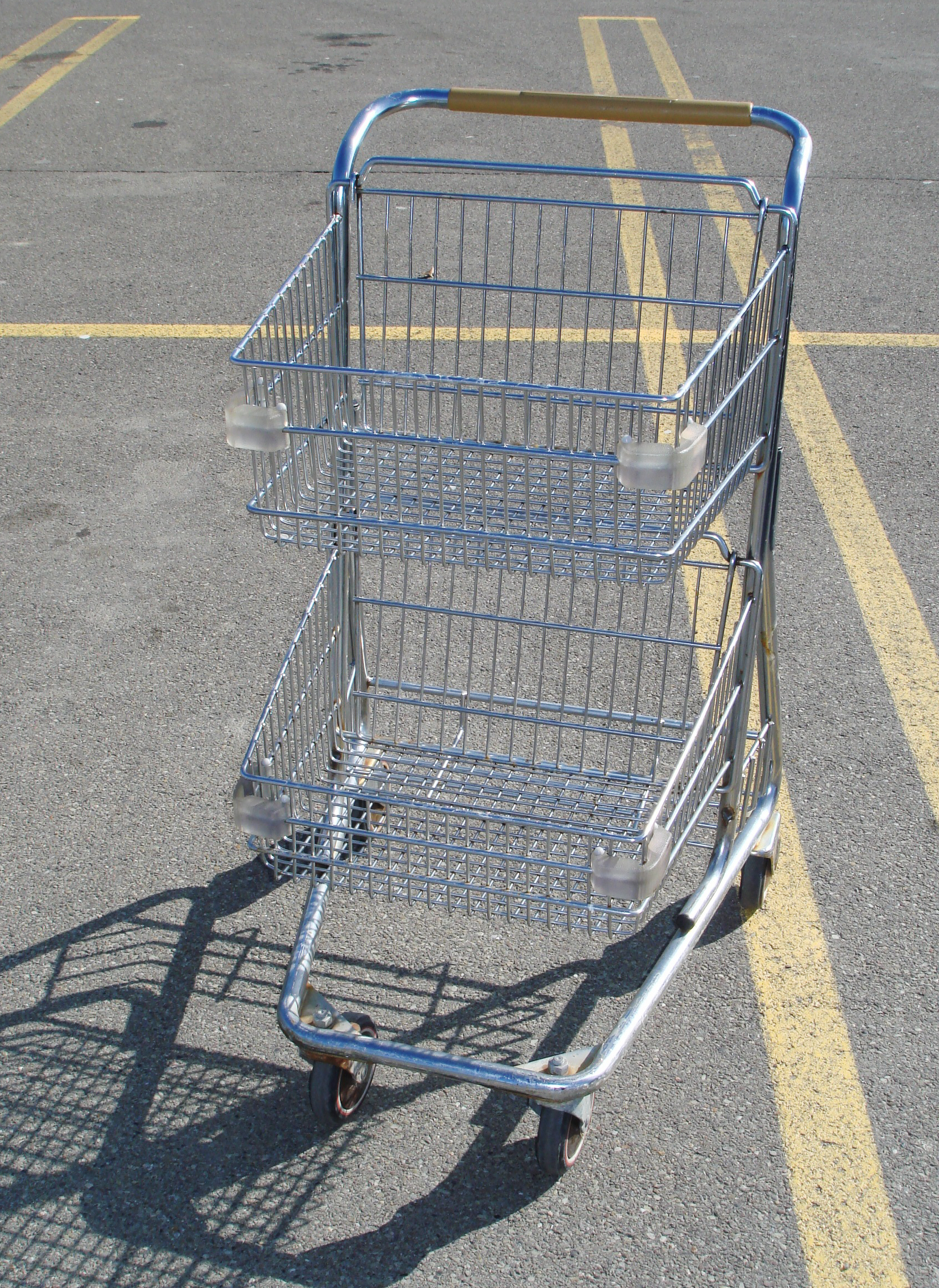
Kompakt-Einkaufswagen mit zwei Körben
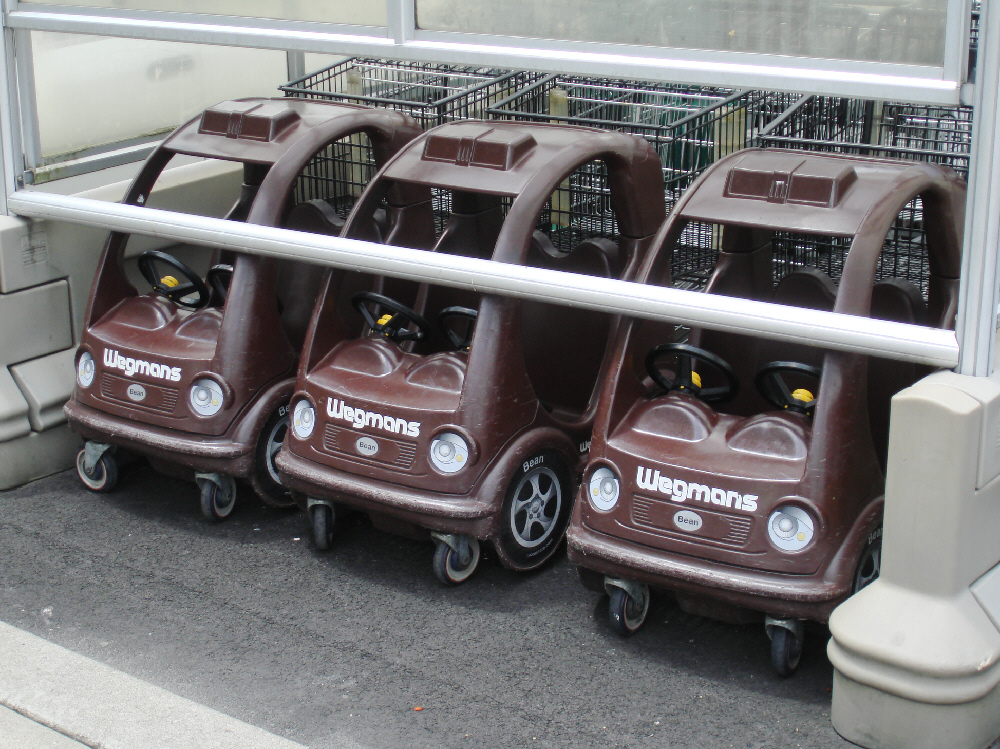
Reihe von Kindereinkaufsautos
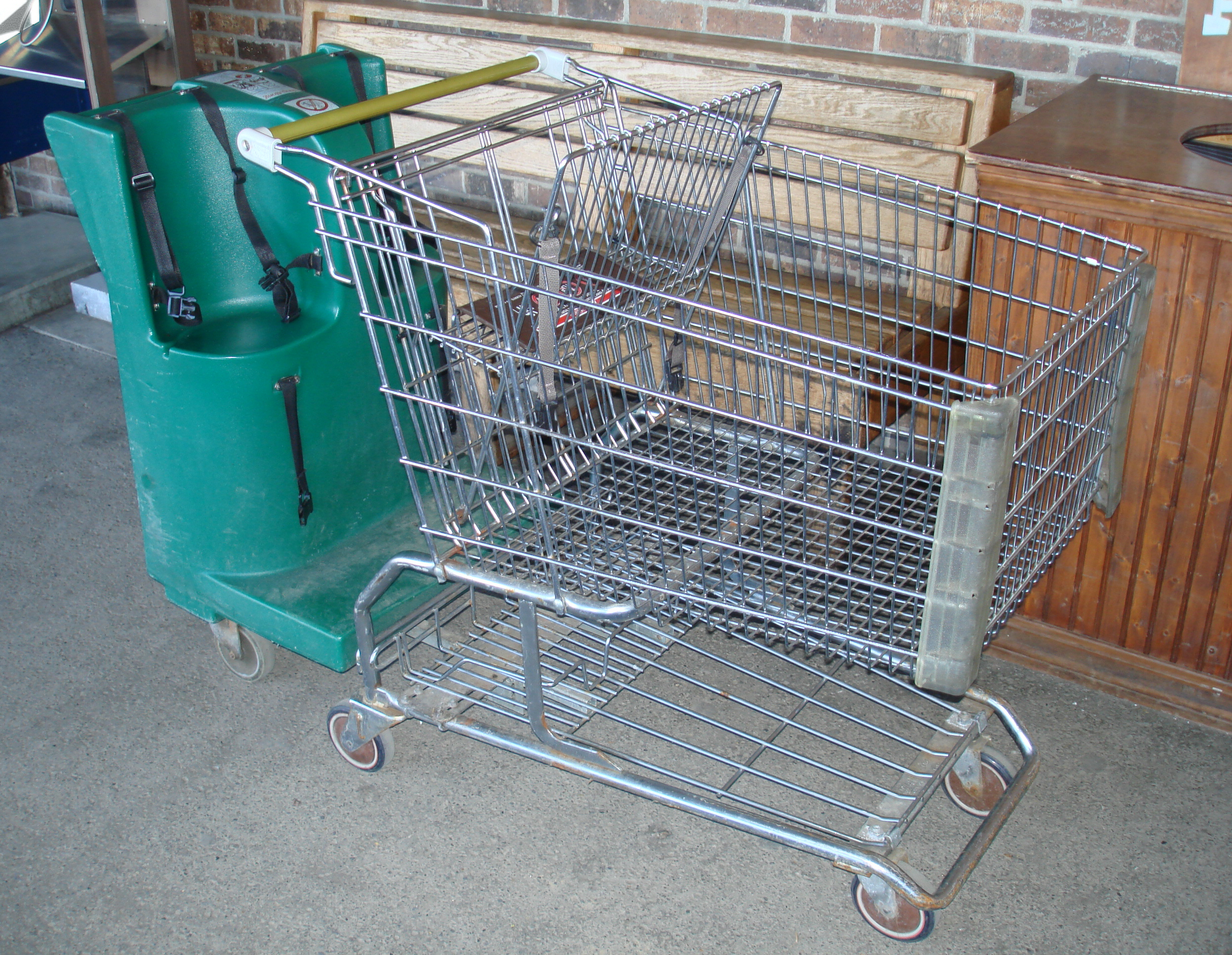
Wagen mit Sitzplatz für bis zu drei Kinder
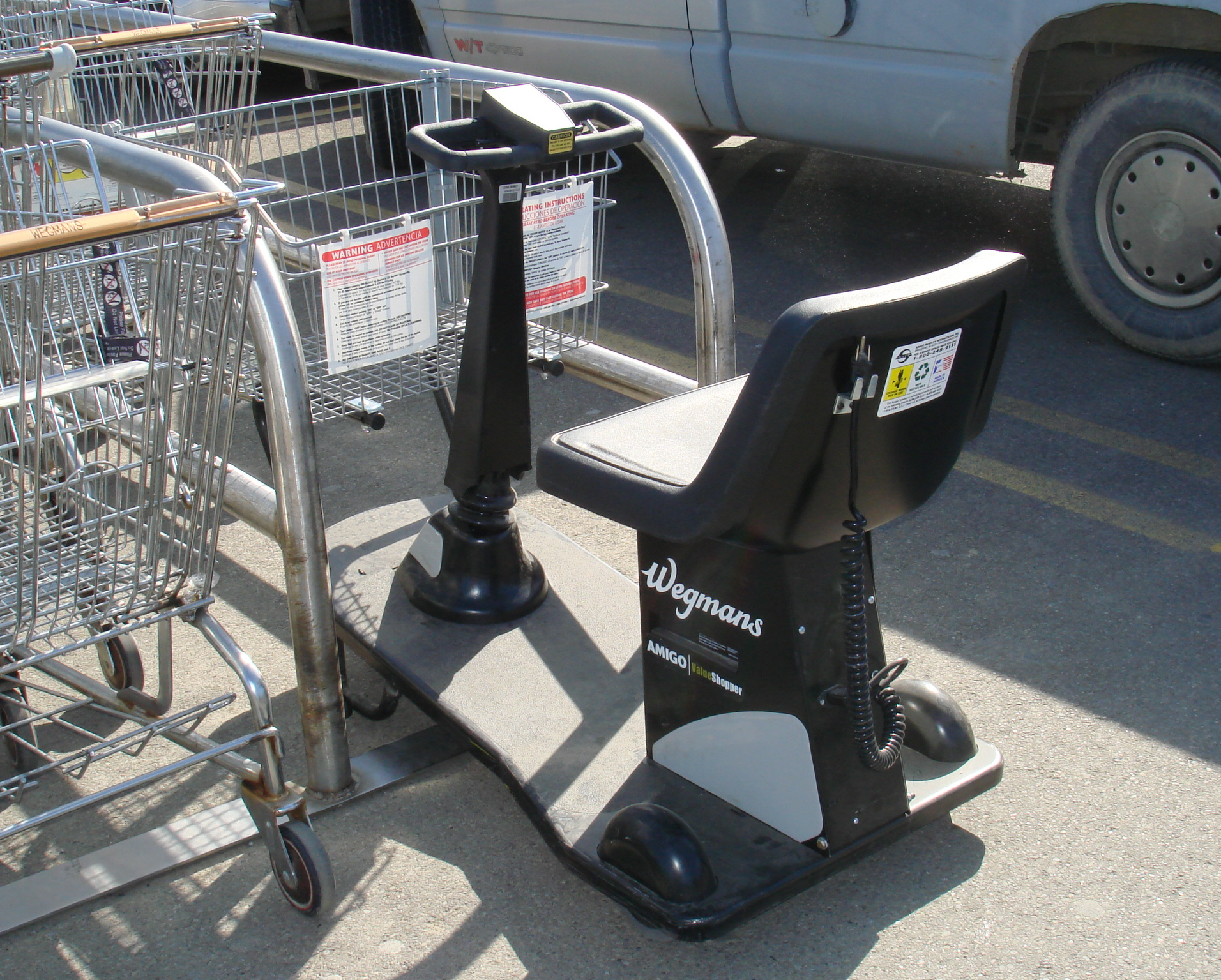
Elektro-Einkaufswagen für gehbehinderte Kunden

## Sonderformen
Neben dem klassischen Einkaufswagen mit einem Korb aus Metall gibt es viele Modelle für spezielle Anforderungen.

### Wagen für besondere Kunden

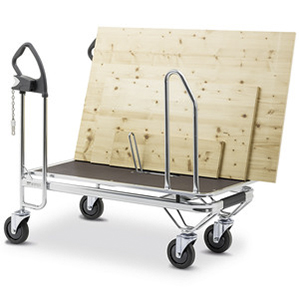
Moderner Spezialtransportwagen für Baumärkte, Modellreihe SP5

Es gibt Varianten, die dem Spielbedürfnis von Kindern entgegenkommen. In Kindereinkaufsautos sitzen die Kinder unten in einem schiebbaren Auto; darüber ist der Einkaufskorb befestigt.
In vielen Supermärkten können Kinder ihren eigenen Miniatureinkaufswagen schieben. Diese sind üblicherweise mit einer Fahnenstange ausgestattet, damit sie nicht ihrer geringen Höhe wegen übersehen werden. Bei einigen Modellen ist an dieser Stange ein Handgriff montiert, der das Schieben des Wagens auch einem Erwachsenen gestattet. Diese Miniatureinkaufswagen können häufiger ohne Münzeinwurf verwendet werden.
Für Menschen, die auf einen Rollstuhl angewiesen sind, gibt es leicht lenkbare und mit dem Rollstuhl koppelbare Exemplare.

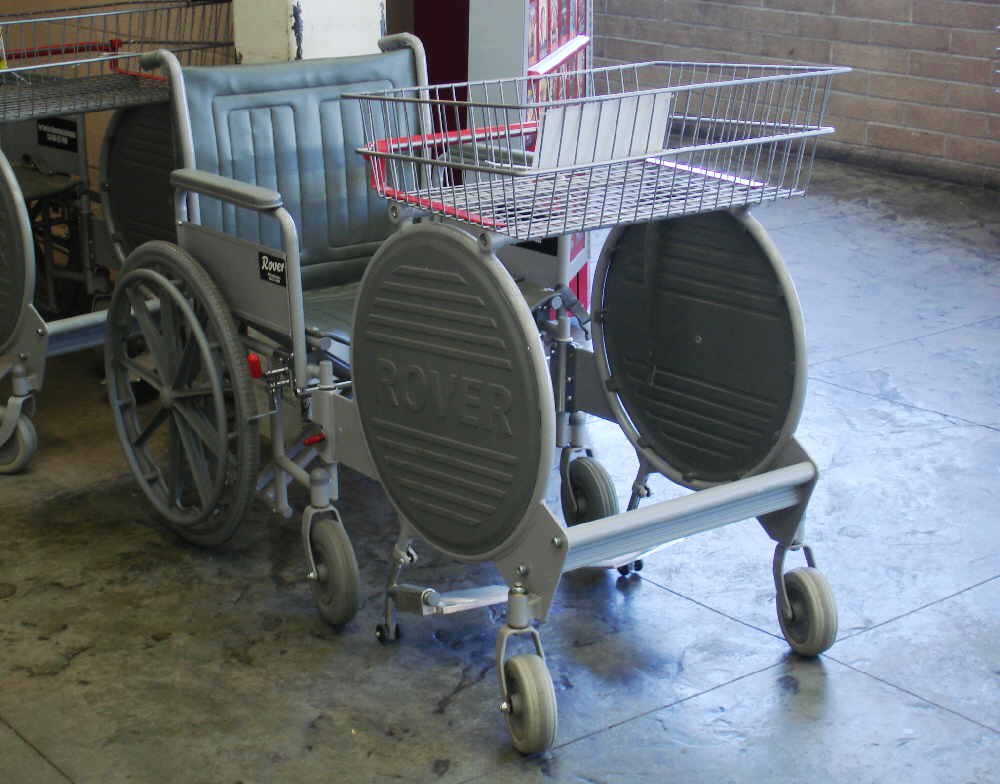
Einkaufs-Rollstuhl
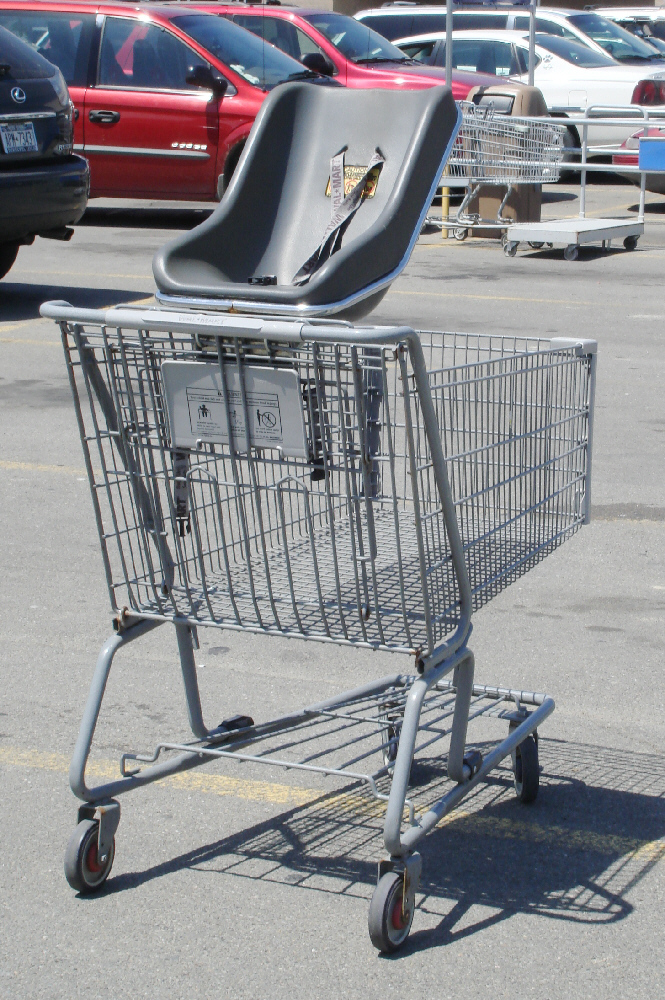
Einkaufswagen mit Babyschale
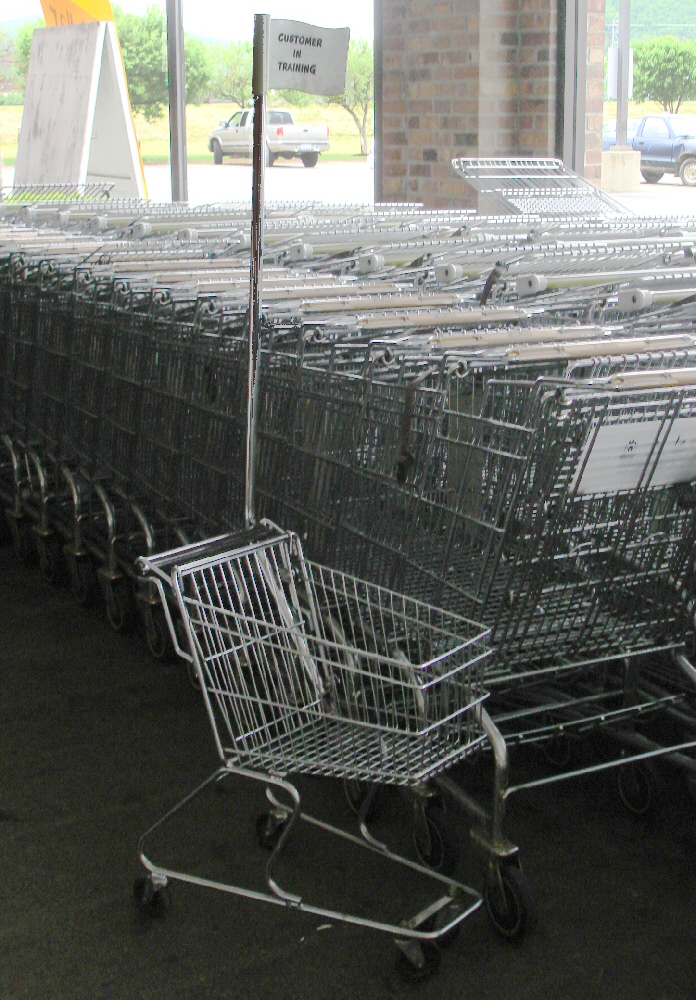
Mini-Einkaufswagen für Kinder
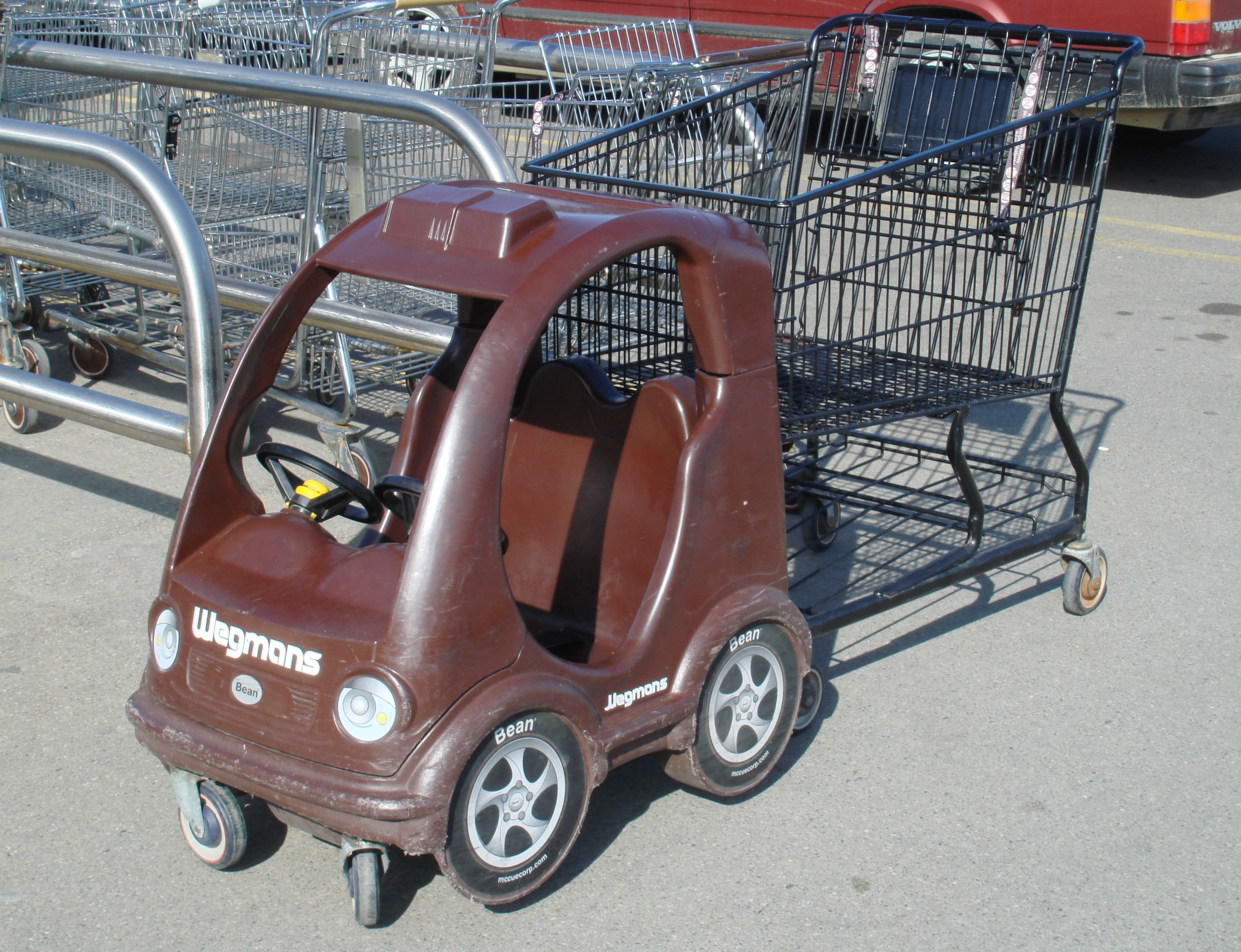
Kindereinkaufsauto (alle 4 Bildbeispiele wurden in den USA fotografiert)

### Wagen für besondere Waren
In Baumärkten und Einrichtungshäusern sind Sonderformen für sperrige Waren gebräuchlich. Diese sogenannten Möbeltransportwagen verfügen üblicherweise nur über eine ebene Ablagefläche auf Fußhöhe; auch für Getränkekisten üblich. Bei einigen Modellen ist ein Kleinartikel-Drahtkorb an den Schiebegriffen befestigt.

### Wagen mit besonderer technischer Ausstattung

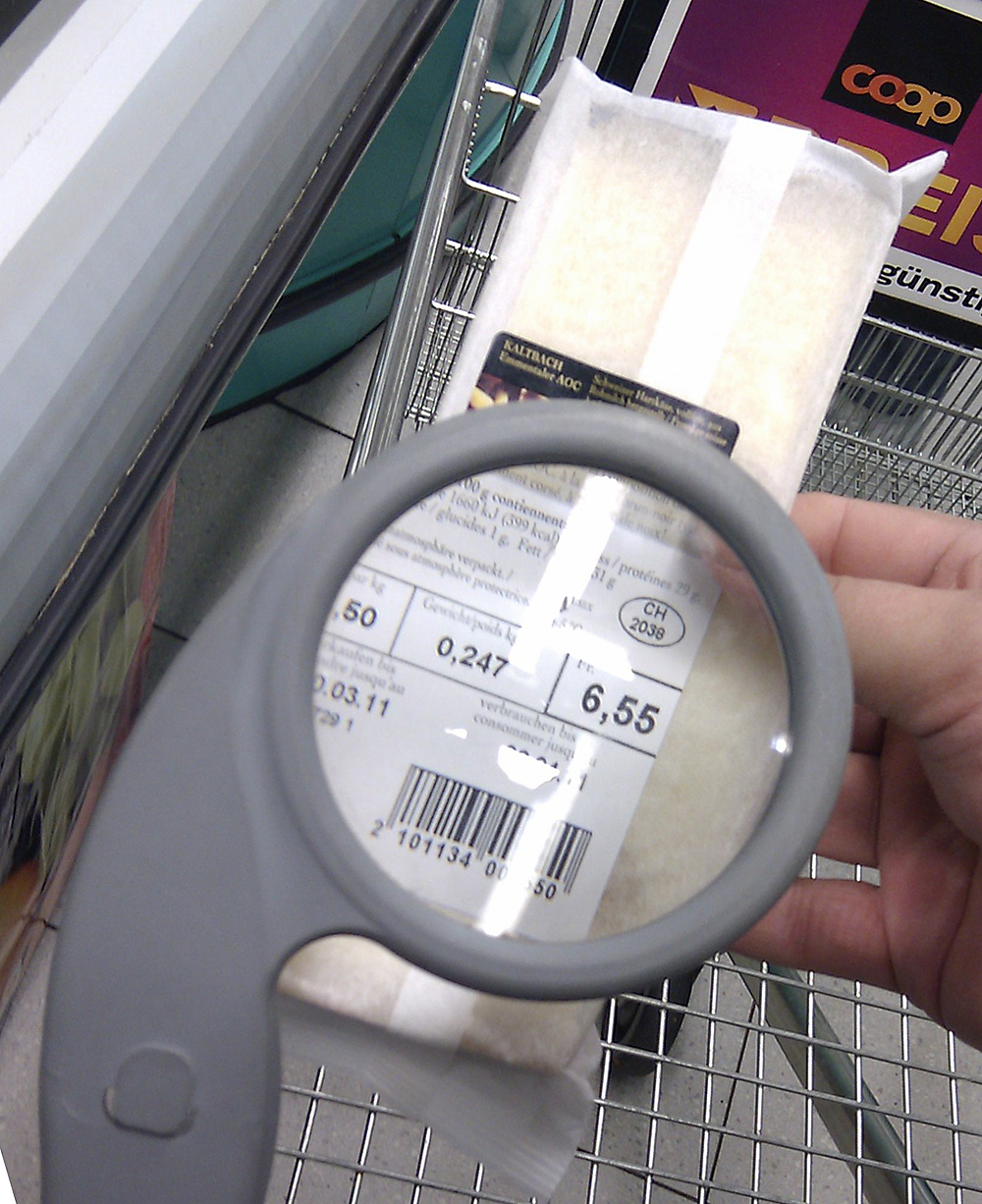
Einkaufswagen mit integrierter Leselupe zum Entziffern kleiner Schriften auf Produktverpackungen

Für die Anwendung mit Kassen, bei denen die Waren aufgrund angebrachter Funketiketten identifiziert und berechnet werden können, gibt es Einkaufswagen mit einem Korb aus Kunststoff. Die gekauften Waren können dann an der Kasse im Einkaufswagen bleiben. In diesem Zusammenhang entsteht eine Diskussion auch um den Datenschutz der Einkaufenden.

### Wagen für besonderes Gelände
Einkaufswagen mit Spezialrädern ermöglichen das einfache und sichere Mitführen von Einkaufswagen auf Fahrsteigen oder Rolltreppen. Die Räder bestehen hier aus einer nicht drehbaren Auflagefläche und zwei größeren Radscheiben. Diese sind so dünn ausgeführt, dass sie in den Schlitzen der Rollsteigoberfläche versinken und der Wagen so auf den Auflageflächen aufsitzt. Dadurch steht der Einkaufswagen sicher auf der Rolltreppe und der Benutzer muss keine Kraft aufwenden, um ihn zu halten.
Auf abschüssigen Parkplätzen befinden sich oftmals Einkaufswagenstopper, wodurch ein unbeabsichtigtes Wegrollen des Einkaufswagen verhindert wird.

### Virtuelle „Einkaufswagen“ im Internet
Auf Marktplätzen im Internet finden sich seit den 2000er Jahren oft sogenannte elektronische Einkaufswagen, eine Software, die es dem Kunden ermöglicht, aus einem Katalog ausgewählte Waren in einer Liste zunächst zwischenzuspeichern. Die in diesem Einkaufswagen oder Warenkorb gesammelten Produkte werden am Schluss gemeinsam abgerechnet. In der Diskussion, ob es sinnvoll ist, Softwarepatente zuzulassen, wird der elektronische Einkaufswagen häufig als Negativbeispiel genannt. Er ist seit 1997 als europäisches Patent angemeldet.

## Einkaufswagen als Werbeträger
Der Einkaufswagen kann auch als Werbeträger genutzt werden. Neben der klassischen Eigenwerbung im Griff gibt es auch noch das Medium der sogenannten CartBoards. Diese Plakate befinden sich in einem speziell konstruierten Rahmen an der Stirnseite des Einkaufswagens.

## Wichtige Hersteller
Weltweit gibt es eine Vielzahl von Herstellern: Die Wanzl Metallwarenfabrik GmbH mit Hauptsitz in Leipheim, Deutschland ist derzeit der weltgrößte Hersteller von Einkaufswagen. Die Firma Caddie mit Sitz in Schiltigheim, Frankreich besteht seit 1928 und vertreibt Einkaufswagen in 130 Länder. Die Firma Marsanz mit Sitz in Torrejón de Ardoz (Spanien, Nähe Madrid) verkauft in 80 Länder. Auch in China ist mittlerweile eine Vielzahl von Herstellern entstanden. Große Hersteller in den Vereinigten Staaten sind u. a. Unarco, die United Steel Wire Company und die Americana Companies Inc.

## Einkaufswagen in Kunst, Design und Konsumgesellschaftskritik

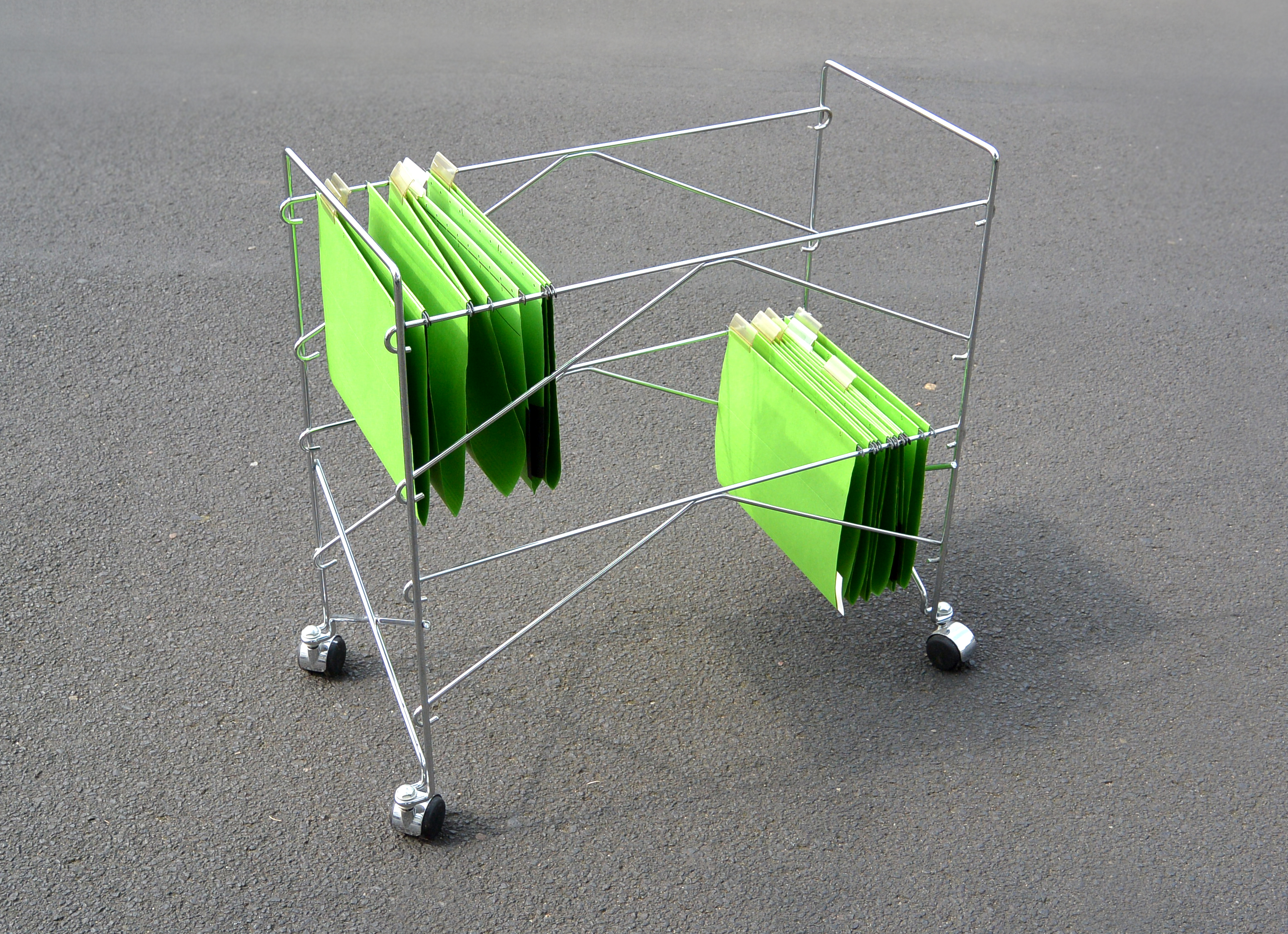
Hängeregistratur, entworfen von Otl Aicher, gefertigt von Brüder Siegel, Leipheim

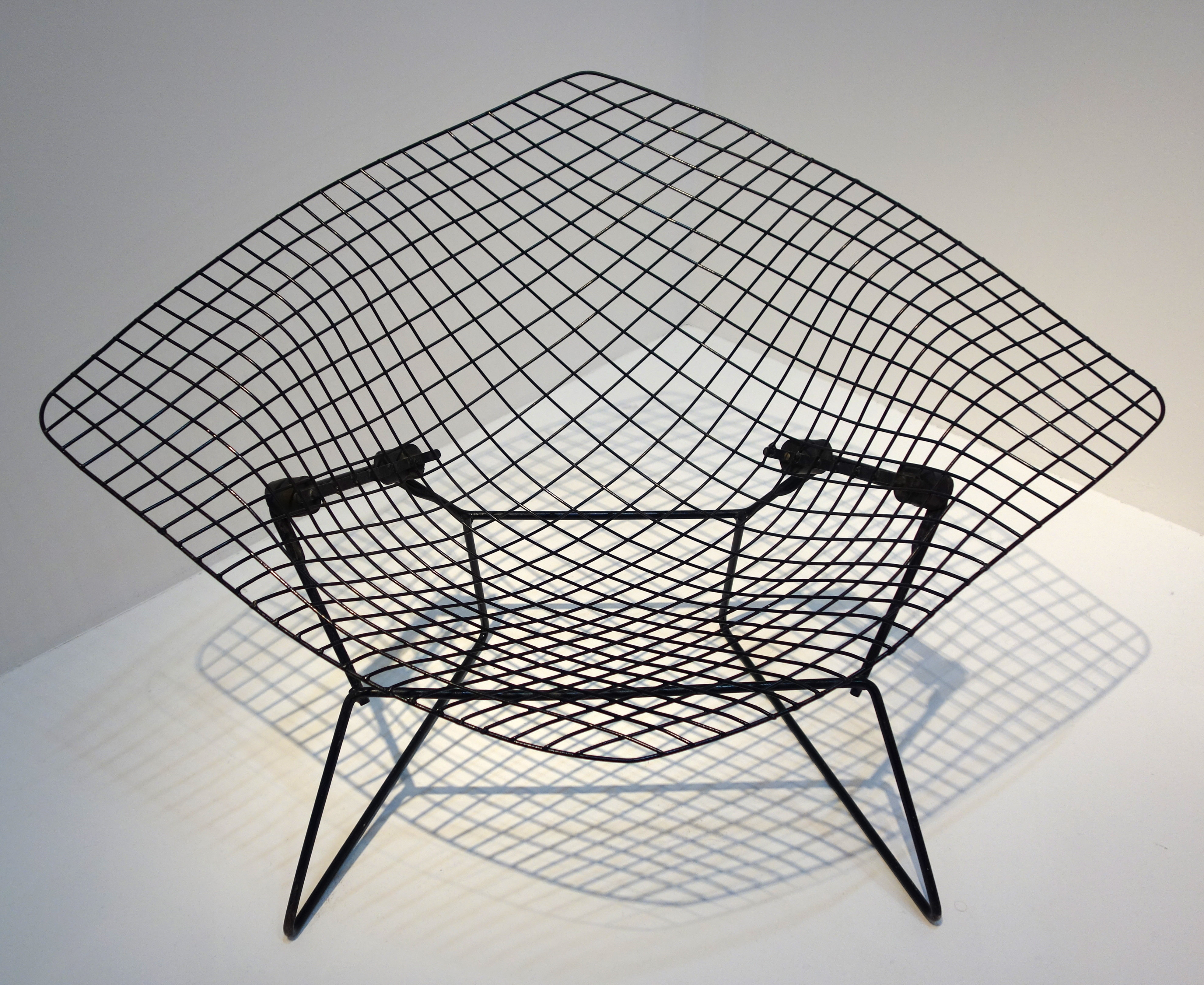
Diamond Chair von Harry Bertoia

Einkaufswagenhersteller wie Caddie, Wanzl oder Brüder Siegel pflegten seit der Markteinführung des Einkaufswagens intensive mittelbare wie unmittelbare gegenseitige Geschäftsbeziehungen mit Künstlern, Grafikern, Industrie- und Möbeldesignern wie Charles Eames, Harry Bertoia, Verner Panton oder Rido Busse – nicht nur zu Neu- und Weiterentwicklungen ihrer eigenen Einkaufswagen und Drahtkorbwaren, sondern auch zu Werbe- und PR-Zwecken. Olivier Mourgue, Otl Aicher, Stiletto u. v. a. Gestalter ließen Drahtmöbel oder Kunstwerke von Einkaufswagenherstellern fertigen.
Eine der bekanntesten Verwendungen eines Einkaufswagens in der Kunst ist die konsumkritische Skulptur „Supermarket Lady“ des US-amerikanischen Pop-Art-Künstlers Duane Hanson von 1970.
1983 baute der Berliner Künstler Stiletto einen ‚verirrten‘ Wanzl-Einkaufswagen zu einem ‚umgedrehten‘ Freischwinger-Drahtsessel nach dem Prinzip des Objet trouvé um. Als design- und konsumkulturkritische Designsimulation rekurrierte die von Stiletto in ironischer Weise „Consumer’s Rest“ Lounge Chair betitelte Arbeit darauf, dass bereits Eames' und Bertoias Drahtmöbel überästhetisierte Adaptionen des zeitgenössischen Aufkommens der Einkaufswagen in den USA und damit selbst schon Rekursionen auf den konsumrevolutionären Kontext des internationalen Stils in Architektur und Design waren.
Ein weiteres Beispiel findet sich im Massurrealismus, einer Basisbewegung, die 1992 begann. Diese Kunstbewegung verschmilzt den Surrealismus mit den Massenmedien und wurde durch die Verwendung des Einkaufswagens inspiriert, um die gegenwärtige massenmediale Sättigung und die konsumorientierte Kultur der Gesellschaft zu kommentieren.
Für ihr Fotoprojekt „Living Room: San Francisco 2017/2018“ hat die Fotografin Jana Sophie Nolle Behausungen und Einkaufswagen von Obdachlosen in Wohnzimmern wohlhabender Menschen aufgebaut.